# Манр
Манр (фр. Manre) — коммуна во Франции, находится в регионе Шампань — Арденны. Департамент коммуны — Арденны. Входит в состав кантона Монтуа. Округ коммуны — Вузье.
Код INSEE коммуны — 08271.
Коммуна расположена приблизительно в 175 км к востоку от Парижа, в 45 км северо-восточнее Шалон-ан-Шампани, в 60 км к югу от Шарлевиль-Мезьера.

## Население
Население коммуны на 2008 год составляло 129 человек.
| 1962 | 1968 | 1975 | 1982 | 1990 | 1999 | 2008 |
| ---- | ---- | ---- | ---- | ---- | ---- | ---- |
| 111  | 138  | 138  | 125  | 114  | 108  | 129  |

## Администрация
| Период | Период | Фамилия        | Партия | Должность |
| ------ | ------ | -------------- | ------ | --------- |
| 2001   | 2008   | Доминик Менсан |        |           |
| 2008   |        | Рене Брюар     |        |           |

## Экономика
В 2007 году среди 74 человек в трудоспособном возрасте (15—64 лет) 47 были экономически активными, 27 — неактивными (показатель активности — 63,5 %, в 1999 году было 72,3 %). Из 47 активных работали 42 человека (24 мужчины и 18 женщин), безработных было 5 (2 мужчин и 3 женщины). Среди 27 неактивных 9 человек были учениками или студентами, 10 — пенсионерами, 8 были неактивными по другим причинам.

## Фотогалерея

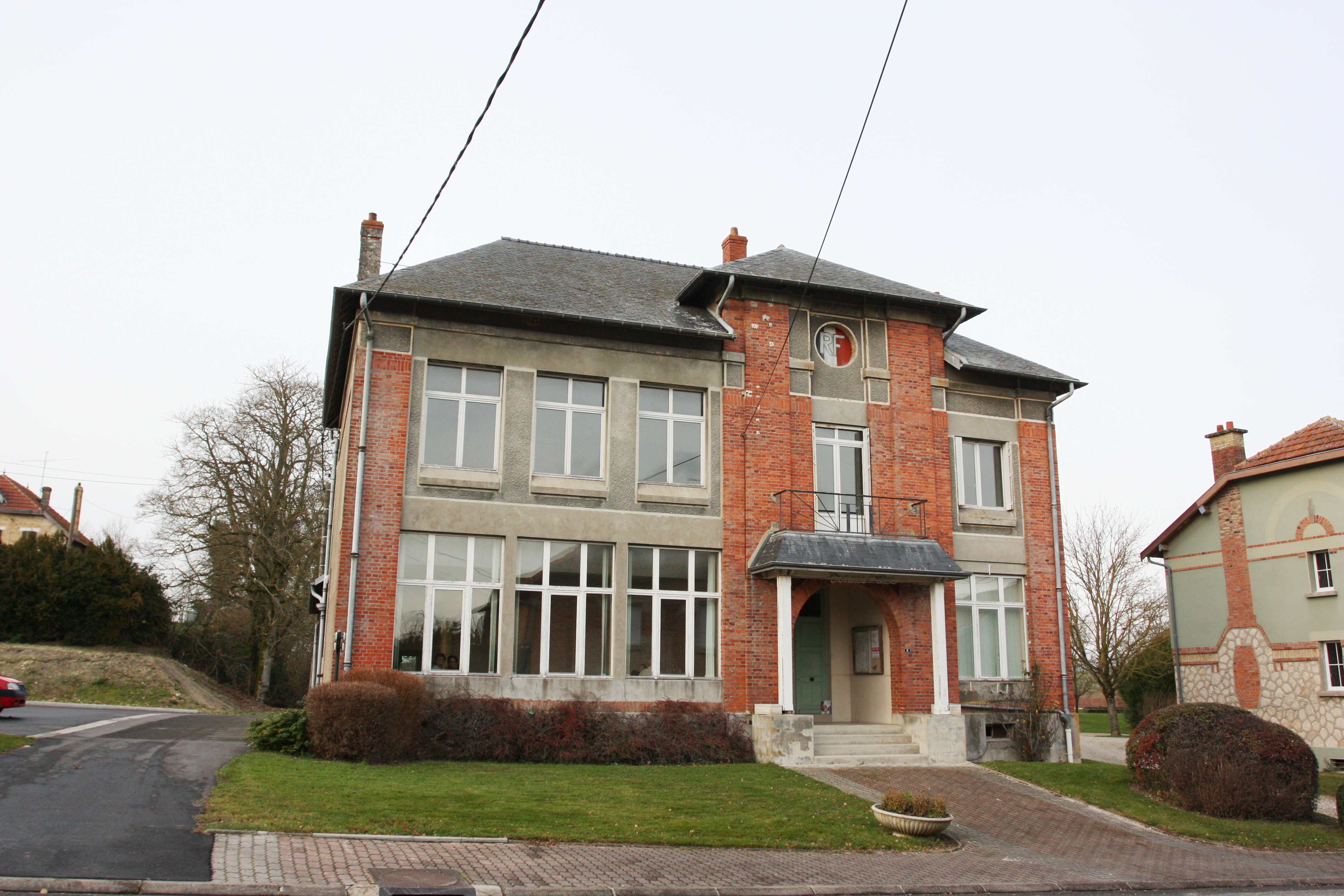
Мэрия
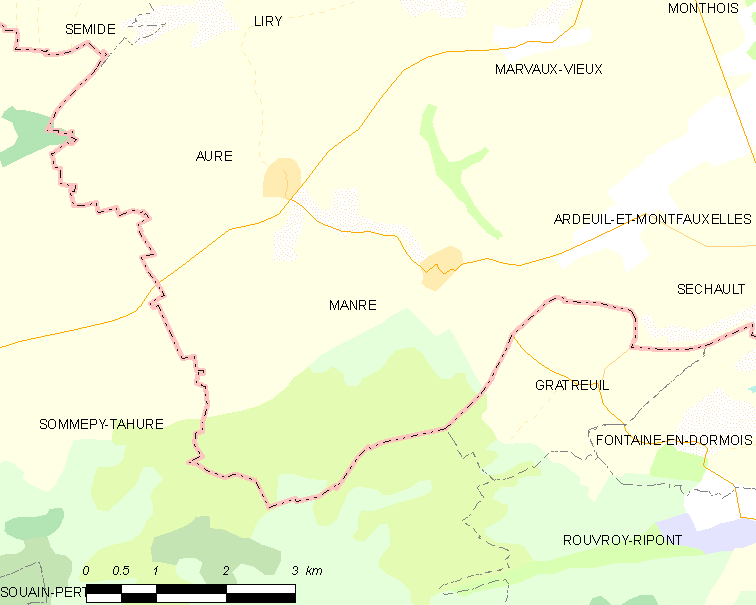
Карта коммуны